# Baguaçu (Olímpia)
Baguaçu é um distrito do município brasileiro de Olímpia, que integra a Região Metropolitana de São José do Rio Preto, no interior do estado de São Paulo.

## História

### Origem
O distrito tem origem no povoado de São José do Baguaçu, fundado em território do município de Barretos.

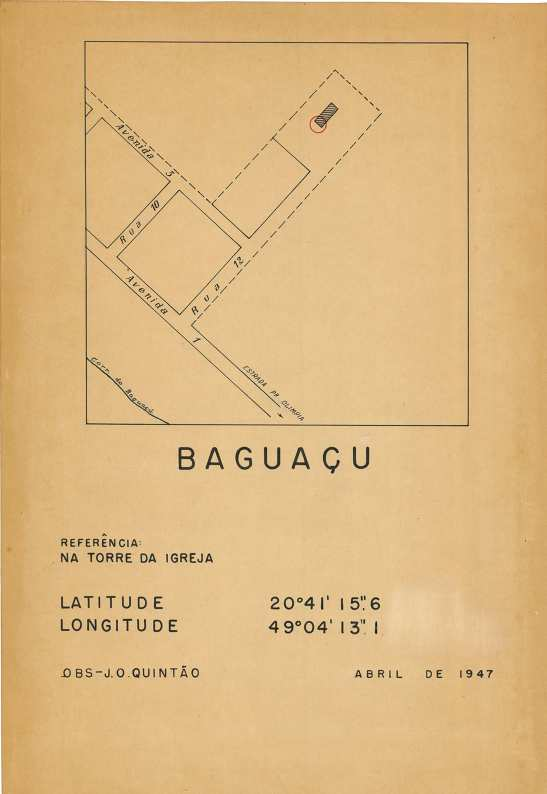
Croqui da área urbana original.

### Formação administrativa
- Distrito policial de São José do Baguaçu criado em 02/12/1901 no município de Barretos, sendo extinto algum tempo depois[3].
- O distrito policial foi criado novamente em 20/11/1917, já com o nome simplificado para Baguaçu, em território do distrito de Vila Olímpia (atual Olímpia), no município de Barretos[4].
- Distrito criado pela Lei nº 2.101 de 29/12/1925, no município de Olímpia[5].
- Pelo Decreto n° 9.775 de 30/11/1938 a sede do distrito foi transferida para Ribeiro dos Santos[6].
- Distrito criado novamente pelo Decreto-Lei n° 14.334 de 30/11/1944, com o povoado do mesmo nome mais terras do distrito sede de Olímpia[7].

### Pedido de emancipação
O distrito tentou a emancipação político-administrativa e ser elevado à município, através de processo que deu entrada na Assembléia Legislativa do Estado de São Paulo no ano de 1995, mas o processo encontra-se com a tramitação suspensa.

## Geografia

### Demografia

#### População urbana
| Crescimento população urbana | Crescimento população urbana | Crescimento população urbana | Crescimento população urbana |
| Censo                        | Pop.                         |                              | %±                           |
| ---------------------------- | ---------------------------- | ---------------------------- | ---------------------------- |
| 1934                         | 231                          |                              |                              |
| 1950                         | 129                          |                              | —                            |
| 1960                         | 196                          |                              | 51,9%                        |
| 1970                         | 145                          |                              | −26,0%                       |
| 1980                         | 97                           |                              | −33,1%                       |
| 1991                         | 1 071                        |                              | 1 004,1%                     |
| 2000                         | 1 463                        |                              | 36,6%                        |
| 2010                         | 1 390                        |                              | −5,0%                        |
| Fonte: IBGE e Fundação SEADE |                              |                              |                              |

#### População total
Pelo Censo 2010 (IBGE) a população total do distrito era de 1 692 habitantes.

### Área territorial
A área territorial do distrito é de 215,577 km².

### Rodovias
O principal acesso à Baguaçu é a estrada vicinal que liga o distrito à Rodovia Assis Chateaubriand (SP-425).

## Serviços públicos

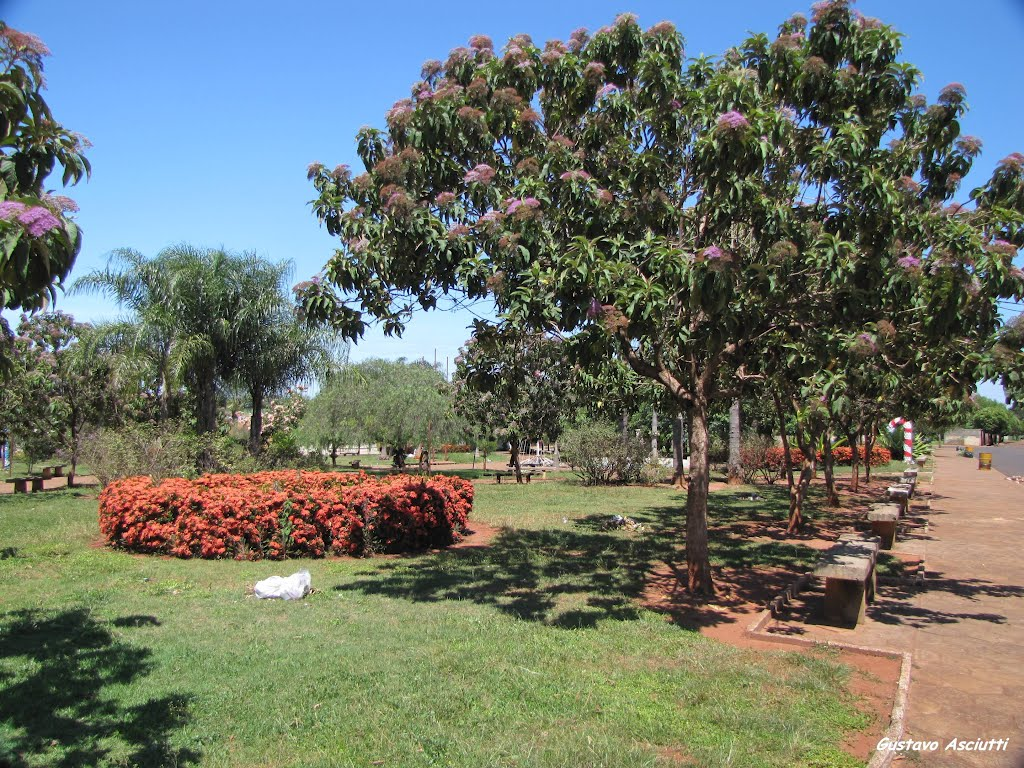
Praça.

### Registro civil
Atualmente é feito na sede do município, pois o Cartório de Registro Civil das Pessoas Naturais do distrito foi extinto pelo Decreto-Lei nº 158 de 28/10/1969 e seu acervo foi recolhido ao cartório do distrito sede.

### Saneamento
O serviço de abastecimento de água é feito pela Superintendência de Água e Esgoto e Meio Ambiente de Olímpia (DAEMO). 

### Energia
A responsável pelo abastecimento de energia elétrica é a CPFL Paulista, distribuidora do grupo CPFL Energia.

### Telecomunicações
O distrito era atendido pela Telecomunicações de São Paulo (TELESP), que inaugurou a central telefônica utilizada até os dias atuais. Em 1998 esta empresa foi vendida para a Telefônica, que em 2012 adotou a marca Vivo para suas operações.

## Atividades econômicas

### Usina de açúcar e álcool
No distrito está instalada a Unidade Cruz Alta da Tereos Açúcar & Energia Brasil, que produz o Açúcar Guarani. Controlada pelo Grupo Tereos, a empresa é a quarta maior produtora mundial de açúcar e a terceira maior produtora de açúcar do Brasil.

## Religião
O Cristianismo se faz presente no distrito da seguinte forma:

### Igreja Católica
- A igreja faz parte da Diocese de Barretos[22].

### Igrejas Evangélicas
- Congregação Cristã no Brasil[23].